# Comité français de radio-télévision
 (août 2020).
Si vous disposez d'ouvrages ou d'articles de référence ou si vous connaissez des sites web de qualité traitant du thème abordé ici, merci de compléter l'article en donnant les références utiles à sa vérifiabilité et en les liant à la section « Notes et références ».
Le Comité français de radio-télévision (CFRT) est une association loi de 1901 qui est le producteur de l'émission religieuse française Le Jour du Seigneur, depuis la diffusion en direct de la première messe télévisée en direct, le 25 décembre 1948.
Le Jour du Seigneur est diffusé tous les dimanches matin de 10 h 30 à 12 h sur France 2.
À l'antenne depuis le 12 janvier 2014, la nouvelle formule de l'émission a été lancée à l'occasion des 65 ans de la messe télévisée. Cette nouvelle formule se caractérise par des décors plus chaleureux, de nouveaux modules ludiques et davantage d'interactivité. La messe est toujours au cœur de l'émission, programmée à 10 h 45 et encadrée par deux parties magazines.

## Société de production audiovisuelle
Le CFRT produit en outre Dieu m’est témoin, diffusé depuis janvier 2013 sur les 9 chaînes d’Outre-mer 1re, et a produit Tombé du Ciel, magazine diffusé durant 5 ans sur LCP. 
Enfin, le CFRT produit des documentaires et des reportages pour des diffuseurs tels que KTO, Arte, France Télévisions, en lien avec les questions de société, l’histoire, le patrimoine et la religion. 
Parmi les récentes productions, citons par exemple « Parloirs » et « Sous surveillance », documentaires traitant de l’univers carcéral diffusés dans la case Infrarouge sur France 2, ou encore « le Défi des Bâtisseurs », projet documentaire multi-supports coproduit avec Seppia et diffusé sur Arte.
L’émission phare du CFRT se décline sur le web et les réseaux sociaux.
Plus de 60 salariés et 250 intermittents travaillent sur les projets portés par le CFRT.

## Le CFRT en chiffres
Le CFRT a produit ou coproduit plus de 200 heures de programmes en 2024.
On dénombre en 2024 :
- 57 messes télévisées
- 14 documentaires (26 minutes) diffusés dans l'émission Le Jour du Seigneur sur France 2
- 3 magazines : Le Jour du Seigneur (magazine hebdomadaire de 90 minutes diffusé chaque dimanche de 10 h 30 à midi sur France 2), Tous Frères (magazine hebdomadaire de 30 minutes diffusé sur les 9 chaînes d'Outre-mer 1re) et Générations Laudato Si' (magazine hebdomadaire de 26 minutes diffusé sur TVMonaco.